# Hymne Chérifien
Hymne Chérifien (tiếng Ả Rập: النشيد الشريف, an-Našīd aš-Šarīf; ngữ tộc Berber: ⵉⵣⵍⵉ ⴰⵛⵔⵉⴼ, đã Latinh hoá: izli ashrif) là quốc ca của Maroc. Nó được phổ nhạc bởi Léo Morgan và đã là quốc ca của Maroc từ thời thuộc địa. Đây từng là bản quốc ca không lời cho đến năm 1970, khi Ali Squalli Houssaini viết lời bằng tiếng Ả Rập.

## Lịch sử
Giai điệu của bài quốc ca được sáng tác bởi Leo Morgan, một sĩ quan quân đội Pháp và là trưởng ban âm nhạc của đội cận vệ hoàng gia Maroc, trong thời kỳ bảo hộ của Pháp. Bài quốc ca được cho là sáng tác năm 1952, tức 4 năm trước khi Maroc giành lại độc lập từ Pháp và Tây Ban Nha.
Sau khi đội tuyển bóng đá quốc gia Maroc lần đầu tiên vượt qua vòng loại World Cup 1970 tại Mexico, ý tưởng viết lời cho bài quốc ca đã được đề xuất. Lời của nhà văn Ali Squalli Houssaini hoặc được chọn trong cuộc thi do Vua Hassan II tổ chức, hoặc do nhà vua trực tiếp yêu cầu viết lời.

## Lời
| Bản gốc tiếng Ả Rập | Latinh hóa | Chuyển tự IPA | Dịch sang tiếng Việt |
| --- | --- | --- | --- |
| منبت الأحرار مشرق الأنوار منتدى السؤدد وحماه دمت منتداه وحماه عشت في الأوطان للعلى عنوان ملء كل جنان ذكرى كل لسان بالروح بالجسد هب فتاك لبى نداك في فمي وفي دمي هواك ثار نور ونار إخوتي هيا للعلى سعيا نشهد الدنيا أنا هنا نحيا بشعار الله الوطن الملك | Manbita l-ʾaḥrār Mašriqa l-ʾanwār Muntadā s-suʾdadi wa-ḥimāh Dumta muntadāh wa-ḥimāh ʿIšta fi l-ʾawṭān Li-l-ʿulā ʿunwān Milʾa kulli ǧanān Ḏikrā kulli lisān Bi-r-rūḥi, Bi-l-jasadi Habba fatāk, Labbā nidāk Fī famī wa-fī damī Hawāka ṯāra nūr wa-nār ʾIḫwatī hayyā Li-l-ʿulā saʿyā Nušhidi d-dunyā ʾAnnā hunā naḥyā Bi-šiʿār Allāh, al-waṭan, al-malik. | [mæn.bi.tˢæ‿l.ʔɑħ.rɑːr] [mæʃ.rɪ.qɑ‿l.ʔæn.wɑːr] [mʊn.tˢæ.dæː‿s.suʔ.dæ.di wɑ.ħi.mæːh] [dʊm.tˢæ mʊn.tˢæ.dæːh wɑ.ħi.mæːh] [ʕɪʃ.tˢæ fɪ‿l.ʔɑw.tˤɑːn] [lɪ‿l.ʕʊ.læː ʕʊn.wæːn] [mɪl.ʔæ kul.lɪ ʒæ.næːn] [d̪ɪk.rɑː kul.lɪ li.sæːn] [bɪ‿r.ruː.ħi \|] [bɪ‿l.ʒæ.sæ.di] [hæb.bæ fæ.tˢæːk] [læb.bæː ni.dæːk] [fiː fæ.miː wɑ.fiː dæ.miː] [hæ.wɑː.kæ t̪ɑː.rɑ nʊːr wɑ‿nɑːr] [ʔɪχ.wɑ.tˢiː hæj.jɑː] [lɪ‿l.ʕʊ.læː sæʕ.jɑː] [nʊʃ.hɪ.dɪ‿d.dʊn.jɑː] [ʔæn.næː hu.næː nɑħ.jɑː] [bɪ‿ʃɪ.ʕɑːr] [ɑɫ.ɫɑːh \| æl.wɑ.tˤɑn \| æl.mæ.lik] | Cái nôi của tự do Khởi nguồn của ánh sáng Vùng đất có chủ quyền và hòa bình Hòa bình và chủ quyền Hãy cùng nhau đoàn kết Bạn đang sống ở một đất nước Với tên gọi đầy tự hào Làm lay động mọi trái tim Dù hát bằng ngôn ngữ nào Với linh hồn và thể xác Với sức mạnh dâng lên Chúng ta đang trả lời tiếng gọi của bạn Chiến thắng đã tới Trong tâm hồn cùng với máu của ta Gió đã thổi, cùng với ánh sáng và lửa rực cháy, Đứng dậy nào, các anh em! Chúng ta hãy bước đến vinh quang Cùng tuyên bố với cả thế giới Chúng ta đã sẵn sàng ngay lúc này Hãy để chúng ta chào bằng khẩu hiệu: Thượng đế, Tổ quốc, Quốc vương |

| Bản dịch Berber (Tifinagh) | Latinh hóa | Chuyển tự IPA |
| --- | --- | --- |
| ⴰⵙⴰⵖⵎⴰⵢ ⵏ ⵉⵎⴰⵣⵉⵖⵏ ⴰⴳⵎⵓⴹ ⵏ ⵉⴼⴰⵡⵏ ⴰⵙⴰⴳⵔⴰⵡ ⵏ ⵜⵉⵎⵎⵓⵖⵔⴰ ⴷ ⵡⴰⵎⵓⵔ ⵏⵏⵙ ⴰ ⵜⵇⵇⵉⵎⴷ ⴷ ⴰⴳⵔⴰⵡ ⴷ ⴰⵎⵓⵔ ⵏⵏⵙ ⵜⴷⴷⵔⴷ ⴷⵉ ⵜⵎⵓⵔⴰ ⴷ ⵉⵣⵡⵍ ⵉ ⵜⴰⵏⴰⵢⴰ ⴷ ⴰⴽⵜⵜⵓⵔ ⵏ ⵡⵓⵍⴰⵡⵏ ⴷ ⴰⴱⴷⴷⵓⵔ ⵏ ⵢⵉⵍⵙⴰⵡⵏ ⵙ ⵉⵎⴰⵏ ⵏⵏⵙ ⵙ ⵜⴰⴼⴽⴽⴰ ⵏⵏⵙ ⵢⵏⴽⵔ ⵡⴰⵔⵔⴰⵡ ⵏⵏⴽ ⵢⵙⵙⵉⴷⵎⵔ ⴰⵡⴰⵍ ⵏⵏⴽ ⴷⴳ ⵉⵎⵉ ⵉⵏⵓ ⴷ ⵉⴷⴰⵎⵎⵏ ⵜⴰⵢⵔⵉ ⵏⵏⴽ ⵜⵏⴽⵔ ⵙ ⵡⴰⴼⴰⵡ ⴷ ⵡⴰⴼⴰ ⴰⵢⵜⵎⴰ ⵉⵏⵓ ⴷ ⵉⵙⵜⵎⴰ ⵓⵢⵓⵔⵜ ⵖⵔ ⵜⴰⵏⴰⵢⴰ ⴰⴷ ⵏⵙⵙⴽⵏ ⵉ ⵓⵎⴰⴹⴰⵍ ⴰ ⵉⵙ ⵏⴽⵏⵉ ⵏⵜⵜⴷⴷⵔ ⴷⴰ ⵙ ⵜⴰⵥⵓⴳⴰⵢⵜ ⴰⴽⵓⵛ, ⴰⵎⵓⵔ, ⴰⴳⵍⵍⵉⴷ | Asaɣmay n imaziɣn Agmuḍ n ifawn Asagraw n timmuɣra d wamur nns A tqqimd d agraw d amur nns Tddrd di tmura D izwl i tanaya D akttur n wulawn D abddur n yilsawn S iman nns S tafkka nns Ynkr warraw nnk Yssidmr awal nnk Dg imi inu d idammn Tayri nnk tnkr s wafaw d wafa Aytma inu d istma Uyurt ɣr tanaya Ad nsskn i umaḍal a Is nkni nttddr da S taẓugayt Akuš, amur, agllid | [æ.sæɣ.mi n‿ɪ.m(æ).zɪ.ɣən] [æ.gə.mɪdˤ n‿ɪ.fæ.wɪn] [æ.sæ.græw‿n tˢim.mʊɣ.ræ də wɑ.mʊr nːəs] [æ‿tˢ.qːə.mɪd d‿æg.rɑw d‿æ.mʊr nːəs] [tˢid.drɪd di‿tˢ.mʊ.rɑ] [d‿iz.wɪl (ɪ) tˢæ.næ.jɑ] [d‿ækt.tʊr‿n wɪ.læ.wɪn] [d‿æb.dːʊr‿n jɪl.sæ.wɪn] [s‿i.mæn nːəs] [s‿tæf.kːæ nːəs] [yɪn.kər wɑr.ræw nːək] [yɪsːd.mər ɑ.wæl nːək] [dig i.mi‿i.ni d‿i.di.mə.mɪn] [tæjr(ɪ) nːək tən.kər‿s wæ.fɪw‿d wæ.fɑ] [æ.jɪt.mæ‿i.ni d‿ɪs [æ.kuʃ \| æ.mʊr \| æ.gəl.lɪd] |